# Jakub Salicki
Jakub Salicki (ur. 19 listopada 1865 w Buczaczu, zm. 21 listopada 1947 w Penley) – tytularny generał brygady Wojska Polskiego.

## Życiorys
Jakub Salicki urodził się 19 listopada 1865 roku w Buczaczu. Studiował prawo na Uniwersytecie Lwowskim, a później pracował jako urzędnik cesarskiej i królewskiej armii.
Od lipca 1919 roku służył w Wojsku Polskim, w charakterze urzędnika wojskowego VI rangi, początkowo jako szef Centralnego Zarządu Poczt Polowych w Naczelnym Dowództwie. Pełnił tę funkcję w czasie wojny z bolszewikami. Od kwietnia 1921 roku, po likwidacji Naczelnego Dowództwa, był wojskowym komisarzem pocztowym w Oddziale IV Sztabu Generalnego. 26 września 1923 roku został przydzielony do Oddziału V Sztabu Generalnego. Z dniem 1 grudnia 1923 roku został przeniesiony w stan spoczynku, w stopniu tytularnego generała brygady. Mieszkał we Lwowie. Był działaczem Polskiego Towarzystwa Opieki nad Grobami Bohaterów. Latem 1939 został członkiem sądu koleżeńskiego okręgu lwowskiego Związku Byłych Ochotników Armii Polskiej.
W grudniu 1939 był więziony i wywieziony w głąb ZSRR. Został zwolniony po ogłoszonej 12 lipca 1941 tzw. amnestii dla obywateli polskich i przyjęty do Polskich Sił Zbrojnych w ZSRR. Ze względu na wiek pozostawał bez przydziału. Przebywał w Iraku. W październiku 1947 roku osiadł w Wielkiej Brytanii, gdzie wkrótce zmarł. Został pochowany w Chester.